# Шандола
Шандола (фр. Chandolas) насеље је и општина у источној Француској у региону Рона-Алпи, у департману Ардеш која припада префектури Ларжантјер.
По подацима из 2011. године у општини је живело 478 становника, а густина насељености је износила 41,1 становника/km². Општина се простире на површини од 11,63 km². Налази се на средњој надморској висини од 130 метара (максималној 242 m, а минималној 105 m).

## Демографија
| 1962. | 1968. | 1975. | 1982. | 1990. | 1999. | 2011. |
| ----- | ----- | ----- | ----- | ----- | ----- | ----- |
| 407   | 411   | 394   | 383   | 366   | 342   | 478   |

График промене броја становника у току последњих година